# Marina Hands
Marina Hands (Parigi, 10 gennaio 1975) è un'attrice francese.

## Biografia
Figlia del regista inglese Terry Hands e dell'attrice francese Ludmila Mikaël, quest'ultima di origini ucraine e greco-pontiche da parte paterna, studiò recitazione alla scuola privata Cours Florent e al Conservatoire national supérieur d'art dramatique in Francia, alla London Academy of Music and Dramatic Art in Inghilterra. Dopo alcuni ruoli in teatro, si dedicò al cinema: i personaggi più significativi della sua carriera sono stati Lysia Verhareine in Les âmes grises di Yves Angelo, per il quale venne candidata al Premi César 2006 nella categoria migliore promessa femminile, e Constance in Lady Chatterley, con cui si aggiudicò nell'edizione 2007 il Premio César come migliore attrice. Nel 2006 è divenuta membro nella Comédie-Française. Nel 2019 veste i panni di Elvira, la protagonista della serie televisiva La mitomane (Mytho).

## Filmografia

### Cinema
- La Fidélité, regia di Andrzej Żuławski (2000)
- Sur le bout des doigts, regia di Yves Angelo (2002)
- Le invasioni barbariche (Les invasions barbares), regia di Denys Arcand (2003)
- Les âmes grises, regia di Yves Angelo (2005)
- Non dirlo a nessuno (Ne le dis à personne), regia di Guillaume Canet (2006)
- Lady Chatterley, regia di Pascale Ferran (2006)
- Lo scafandro e la farfalla (Le scaphandre et le papillon), regia di Julian Schnabel (2007)
- Le temps d'un regard, regia di Ilan Flammer (2007)
- Story of Jen, regia di François Rotger (2008)
- Le code a changé, regia di Danièle Thompson (2009)
- Mères et filles, regia di Julie Lopes-Curval (2009)
- Une exécution ordinaire, regia di Marc Dugain (2010)
- Ensemble, nous allons vivre une très, très grande histoire d'amour..., regia di Pascal Thomas (2010)
- Voyez comme ils dansent, regia di Claude Miller (2011)
- Sport de filles, regia di Patricia Mazuy (2011)
- 11 donne a Parigi (Sous les jupes des filles), regia di Audrey Dana (2014)
- Chic!, regia di Jérôme Cornuau (2015)
- Un triomphe, regia di Emmanuel Courcol (2020)

### Televisione
- Un pique-nique chez Osiris - film TV (2001)
- Phèdre - film TV (2003)
- Partage de midi - film TV (2011)
- Pour Djamila - film TV (2011)
- La mitomane (Mytho) - serie TV, 1 stagione, 6 episodi (2019)

### Cortometraggi
- Sans regrets, regia di Guillaume Canet (1996)
- Á la fenêtre, regia di Marianne Ostengen (2003)
- Mon homme, regia di Edward Burns (2004)

## Doppiatrici italiane
Nelle versioni in italiano dei suoi film, Marina Hands è stata doppiata da:
- Chiara Gioncardi in Non dirlo a nessuno
- Emanuela D'Amico in Lo scafandro e la farfalla
- Laura Romano in 11 donne a Parigi
- Selvaggia Quattrini in La mitomane